# زاویه ارنست
زاویه ارنست (به انگلیسی: Ernst angle) کمیتی در فیزیک پزشکی است، و بر طبق تعریف، به زاویه تکان بهینه جهت بیشینه سازی نسبت سیگنال به نوفه برای یک زمان استراحت اسپین-لاتیس و زمان اکو داده شده در ردیف تصویرسازی گرادیان اکو را گویند:
Cos(ΘE) = exp(-TR/T1)
که T1 زمان استراحت اسپین-لاتیس و TE زمان اکو، و ΘE زاویه تکان مربوطه می‌باشد.